# クルーズフェスタ
クルーズフェスタ(Cruise Festa)は、クルーズフェスタ実行委員会が主催する様々なクラスのクルーズ船の情報をする展示会である。
国内外のクルーズ船情報展示、クルーズ船のセミナー、映像で世界のクルーズの体験などができる。
初回開催は、2016年5月21日(土)・22日(日)に晴海客船ターミナルで開催された。